# Ricky Berens
Ricky Berens (* 21. April 1988 in Charlotte, North Carolina) ist ein ehemaliger US-amerikanischer Schwimmer.
Ricky Berens studierte an der University of Texas und trat für die Longhorn Aquatics an. Seine Trainer waren Randy und Eddie Reese. 
Er qualifizierte sich überraschend bei den US Trials für die Olympischen Sommerspiele 2008. Über 200 m Freistil wurde er Dritter und war ursprünglich nur für den Vorlauf zur 4-mal-200-Meter-Freistilstaffel vorgesehen. Eine starke Leistung im Vorlauf brachte ihm jedoch einen Platz in der Staffel, mit der er anschließend im Finale, gemeinsam mit Michael Phelps, Ryan Lochte und Peter Vanderkaay mit neuem Weltrekord in 6:58,56 Minuten Olympiasieger wurde. Dabei wurde erstmals eine Zeit unter sieben Minuten aufgestellt. Der Weltrekord wurde dabei um fast 4½ Sekunden verbessert. Ein Jahr später gelang der US-Staffel bei den Schwimmweltmeisterschaften 2009 in Rom eine weitere Verbesserung des Weltrekordes um eine Hundertstelsekunde, in der Besetzung Michael Phelps, Ricky Berens, David Walters und Ryan Lochte gewann die Staffel den Weltmeistertitel vor der russischen Staffel.

## Rekorde
| Weltrekorde (1)                                     | Weltrekorde (1) | Weltrekorde (1) | Weltrekorde (1) |
| --------------------------------------------------- | --------------- | --------------- | --------------- |
| 4 × 200 m Freistil (mit Lochte, Walters und Phelps) | 06:58,55 min    | 31. Juli 2009   | Rom             |
| (Stand: 25. Juni 2025)                              |                 |                 |                 |